# Stockholms Kustartilleri- och Amfibiebefälsförening
Stockholms Kustartilleri- och Amfibiebefälsförening (Stockholms KAB) var en militär förening som samlade och bedrev frivillig vidareutbildning för befäl inom Kungliga Kustartilleriet och, under de sista åren, Amfibiekåren. Föreningen upphörde 2010 i och med att man blev en del av Sjövärnskåren Stockholm.

## Historia och verksamhet
Föreningen grundades 1954 som Stockholms Kustartilleribefälsförening men namnändrades i början av 2000-talet sedan Kustartilleriet blivit Amfibiekåren.
Ursprungligen tillhörde föreningen Centralförbundet för Befälsutbildning (CFB) men isamband med att Marinen profilerades som en enhet beslöt man sig för att ansluta till Sjövärnskårernas Riksförbund (SVK RF), vilket skedde 1992. 2010 upphörde föreningen i och med att man gick samman med Stockholms sjövärnskår och bildade Sjövärnskåren Stockholm.
Under längre tid bedrev man också ungdomsverksamhet under namnet U KA 1, på slutet av 1990-talet lades dock denna verksamhet ned varvid kvarvarande ungdomar hänvisades till Sjövärnskårens ungdomsverksamhet.